# یویا اوکی
یویا اوکی (ژاپنی: 沖 悠哉؛ زادهٔ ۲۲ اوت ۱۹۹۹) یک بازیکن فوتبال اهل ژاپن است.
از باشگاه‌هایی که در آن بازی کرده‌است می‌توان به باشگاه فوتبال کاشیما آنتلرز اشاره کرد.